# Cryptophagus subdepressus
Cryptophagus subdepressus är en skalbaggsart som beskrevs av Leonard Gyllenhaal 1827. Cryptophagus subdepressus ingår i släktet Cryptophagus, och familjen fuktbaggar. Arten är reproducerande i Sverige.